# Königsmitteltor

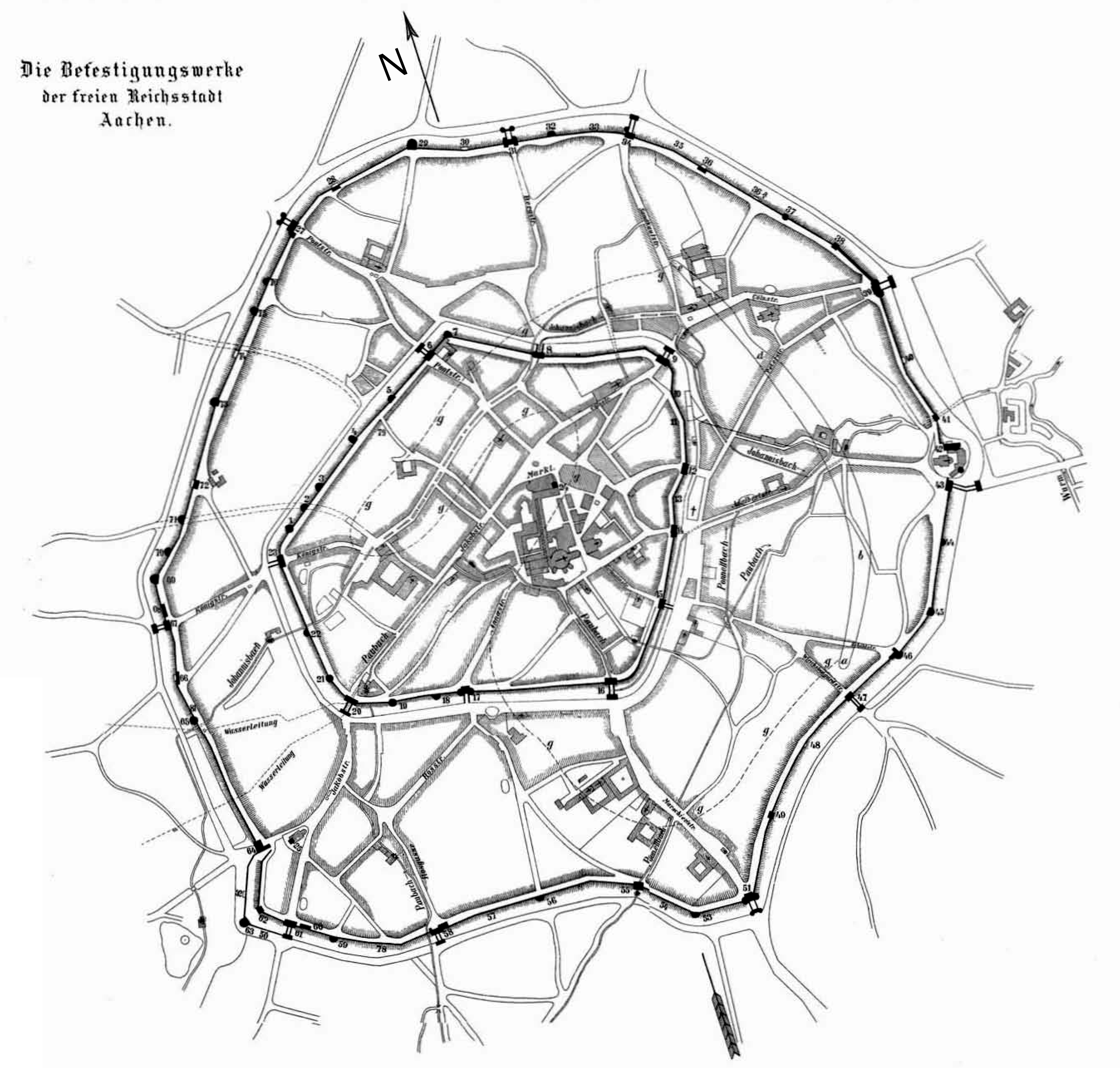
Nr. 23 = Das Königsmitteltor; Grafik von Carl Rhoen

Das Königsmitteltor war eines der Nebentore in der inneren Stadtmauer Aachens, die auch den Namen innerer Ring, erste Mauer oder Barbarossa-Mauer trägt. Diese wurde auf Veranlassung des Kaisers Friedrich I. zwischen 1171 und 1175 errichtet und verlief etwa dort, wo noch heute der innere Ring der Stadt Aachen entlangführt. Das Königsmitteltor wurde im Jahr 1783 abgerissen.

## Geschichte
Das vorerst „Königstor“ genannte „Königsmitteltor“ erhielt den Zusatz „mittel“ im Zuge der Erbauung der zweiten Stadtmauer, bei der man in der Fortsetzung der Königstraße ein weiteres Königstor errichtete, welches im Jahr 1320 erstmals urkundlich erwähnt wurde. Damit versuchte man, Verwechslungen vorzubeugen.
Das Königsmitteltor wurde als Ersatz für das Einlasstor des Johannisbachs und des Kortscheiltors erbaut.

## Lage
Das Königsmitteltor befand sich im Aachener Westen in der sog. Barbarossa-Mauer zwischen dem Jakobsmitteltor und dem Pontmitteltor, unweit der heutigen Kreuzung Königstraße, Templergraben und Karlsgraben.